# Перялампи
Перялампи — пресноводное озеро на территории Юшкозерского сельского поселения Калевальского района Республики Карелии.

## Общие сведения
Площадь озера — 1,4 км². Располагается на высоте 102,3 метров над уровнем моря.
Форма озера овальная: оно немного вытянуто с запада на восток. Берега каменисто-песчаные.
Перялампи соединено с озером Средним Куйто короткой узкой протокой.
Код объекта в государственном водном реестре — 02020000811102000004913.